# Sesto concerto per orchestra (Petrassi)
La Invenzione Concertata (Sesto concerto per orchestra) è una composizione di Goffredo Petrassi scritta nel 1956-57.

## Storia della composizione
Petrassi scrisse il suo Sesto Concerto per orchestra tra il mese di ottobre 1956 e quello di marzo del 1957 dietro richiesta della B.B.C. Il Concerto rappresenta certamente un’opera della piena maturità del maestro, nella quale si ravvisa l’adozione di un linguaggio dodecafonico, inteso tuttavia, afferma Massimo Mila,in senso orizzontale, melodico, «essendo trattata la sottostruttura armonica in modo affatto libero da un punto di vista dodecafonico».
Fedele D’Amico aveva acutamente registrato in un articolo pubblicato nel 1951 sulla rivista tedesca Melos il fatto che nell’arte di Petrassi fosse avvenuto in quel periodo un cambiamento di rotta, rilevando come «se ogni linea avesse subito un bagno chimico tale da portarla ad uno splendore gelido e intensissimo. Nell’incrocio di queste linee, sempre magistralmente trasparenti anche negli agglomerati più pericolosi, Petrassi persegue il suo nuovo clima poetico: un clima rarefatto e spesso allucinante, che dà al suono una dimensione nuova».
Tutto ciò non ha tuttavia condotto Petrassi verso una linea espressionista che possa in una certa misura accostarsi al clima sonoro di Luigi Dallapiccola. L’accettazione della tecnica dodecafonica seriale (utilizzata a partire dal Terzo Concerto) è servita a Petrassi solo al fine di decentrare in misura crescente i nessi tonali ancora esistenti, con l’obiettivo di condurre il discorso «in una sorta di razionalità disincantata, in un civile scetticismo che sembra dolorosamente mascherare le disillusioni contemporanee attraverso un esercizio di altissimo stile: perché al di fuori delle esperienze dell’avanguardia, ma compartecipe della stessa civiltà musicale, Petrassi si è accostato alla serialità con fiera indipendenza, accogliendo solo quanto era compatibile col suo stile, o necessario alla maturazione di esso».

## Struttura della composizione
Nel Sesto Concerto Petrassi utilizza un’orchestra a ranghi ridotti, comprendente archi, ottoni e percussione, mentre i legni sono esclusi; Massimo Mila spiega tale scelta dell’autore in ragione del 
carattere «bellicoso» dell’opera, osservando: «che ci starebbero a fare le mediazioni diplomatiche e concilianti di oboi, clarinetti e fagotti?».
Quanto alla scelta del titolo «Invenzione concertata», in luogo di concertante come nel Terzo Concerto, Mario Bortolotto ipotizza che il termine concertante stia a indicare una scrittura a decisi interventi solistici, mentre nel Sesto Concerto le parti sono invece rigorosamente pianificate. Particolarmente interessante, osserva Giacomo Manzoni, è «il rapporto fonico tra gli ottoni e gli archi, che danno luogo di volta in volta a sonorità estatiche oppure ad episodi mossi e rigorosamente contrappuntati».
Il Sesto Concerto è suddiviso in tre movimenti diversi ma non separati e al semplice ascolto è difficile rendersi conto del trapasso da un movimento al successivo.
- Il primo movimento indicato in tempo Mosso (Inquieto) comincia pianissimo, con i violoncelli e i contrabbassi che suonano in modo pressoché impercettibile all’udito, così come impercettibile è il fruscio della grancassa con mazze morbide che fa da sfondo alle prime quattro battute. Il suono inizia a emergere con maggiore nitidezza con l’entrata dei violini primi che procedono dapprima con ampi intervalli (di nona), poi discendono per intervalli di sesta maggiore e di ottava e si soffermano in séguito ad archeggiare sull’intervallo di sesta in misure variabili (6/8, 5/8, 3/4). Una distinta fisionomia sonora è quella di un bicordo del primo e terzo corno su un intervallo di terza, prima maggiore poi minore, che ripetuto e appoggiato mezzoforte dà luogo a un lento trillo di semicrome per terze. Si ritorna ad un quasi silenzio, rotto unicamente dal fruscio della percussione nell’Adagio, cui segue la ripresa del tempo Mosso (Inquieto) e poi Meno, con gli archi che eseguono un troncone seriale di cinque note. Da un momento di chiusa compressione del suono si passa agli scoppi isolati fortissimo di trombe e corni, cui segue il bicordo dei due corni in terze, un’energica serie di note degli ottoni fortissimo e un lungo rullare piano dei timpani che scandiscono l’intervallo di settima. I violini, a loro volta divisi, eseguono tremoli acuti e suoni armonici, mentre le viole procedono secondo un’oscillazione semitonale (mi bemolle-re, mi bemolle-re,  mi bemolle-re,  poi trillo-tremolo su queste due note) destinata a diventare anch’essa un elemento importante dell’opera. Conclusa questa sorta di non dichiarata introduzione, come la definisce Mila, sotto alcuni suoni staccati pianissimo degli ottoni (trombe e tromboni) e nella profondità dei violoncelli (poco per volta integrati da tutti gli altri archi) si snoda finalmente intera la serie in una ragnatela sempre più fitta, che ascende e ridiscende (originale, inversione e retrogrado) prima strisciando, poi pizzicato sul ponticello. Una corta corona divide l’episodio appena concluso con il successivo Energico dove alla forte proclamazione dei quattro corni e dei tromboni si contrappongono la risposta della percussione e gli strappi fortissimi degli archi. Súbito ripetuta, la proclamazione dei corni si riduce di intensità in un breve diminuendo; viene meno il sostegno dei tromboni e anche il movimento rallenta in un Poco meno. Ma dopo appena cinque battute ritorna il tempo Energico, con le trombe, i tromboni e i corni che danno vita a una fanfara vera e propria con il sostegno dei timpani, mentre gli archi tacciono salvo i contrabbassi con i loro energici stacchi. Sul tumulto si alza un appello dei corni, come una sorta di chiamata a raccolta delle schiere nel pieno di una battaglia. La fanfara degli ottoni si smorza in un altro momento di compressione del suono, con ciascuno dei quattro corni, tre trombe e tre tromboni che eseguono brevi crescendo su suoni lunghi, fino a concludere con un fortissimo accento di due note. In un nuovo tempo Mosso fanno il loro rientro in scena alla spicciolata gli archi, tenuti insieme da un pronunciato sostegno della percussione, finché gli archi si uniscono nell’eseguire bicordi per terze come per dare inizio a un valzer che non riesce tuttavia a proseguire, trovandosi il passo sbarrato da un forte accento di tutta l’orchestra, con gli ottoni in grande rilievo. Ancora in tempo Mosso, sopra il fruscio del piatto sospeso suonato con spazzole di metallo, le tre trombe avviano in entrate successive un cadenzato ritmo trocaico sopra una sola nota, ritmo che successivamente passa alla percussione (tamburo, cassa chiara, maracas) e poi ai violini rimbalzanti in punta di arco. Ancora in tempo Energico si ha una sintetica ricapitolazione dei principali elementi tematici (esclusa la serie, di cui rimane solo un frammento serpeggiante tra i contrabbassi e i violoncelli), cui segue il passaggio tra il primo movimento del Concerto e il secondo; di colpo tacciono gli squilli guerrieri degli ottoni ed echeggia da lontano una figura formata di armoniosi accordi di flautati delle viole sulla tastiera.
- Le tre battute e mezzo della frase oscillante contrassegnano il passaggio all’Adagio sostenuto, costituente il movimento centrale del Concerto, di carattere ben differente rispetto al primo e al terzo. Il passaggio è un momento che segna il sommo della consapevolezza nell’impiego della struttura dodecafonica con andamento rigorosamente canonico. Il terzo trombone con sordina inizia (piano e calmo), l’inversione della serie e, dopo una battuta, entra súbito il primo trombone; quattro battute appresso tocca alla prima tromba con l’inversione retrograda della serie e, infine, è la volta del primo corno, anch’esso con una forma della serie, mezzo piano, calmo, di una stupefacente apertura melodica grazie ad alcune permutazioni e ripetizioni di qualche nota. Sotto il lavoro a canone si dipana una fascia statica di armonici dei violini che, in note lunghe (due semibrevi per ogni battuta di 4/2) sul ponticello senza vibrare, enuncia anch’essa i quattro aspetti fondamentali della serie. Terminata l’enunciazione della serie per aumentazione in note lunghe dei violini primi, un’altra formulazione appare in note flautate di violini primi e viole, finché Poco animando si intensificano gli squilli di trombe, e con l’estensione di questo segnale anche a violini primi e viole, Poco animando e poi Sostenendo, il momento di pace contemplativa viene turbato da un breve ma vigoroso crescendo culminante nella fanfara di trombe e tromboni sul segnale dello squillo di note ribattute. Il breve crescendo decresce molto presto e scompare in un soffio di scale ascendenti per quattro ottave dai contrabbassi e violoncelli alle viole ed ai violini primi. Ritornata l’atmosfera di quiete, un breve intermezzo di percussione pianissimo su note lunghe dei violini conduce alla compressione della serie, con raddoppi, in tre colonne verticali della partitura, pianissimo: tre blocchi di accordi degli archi divisi, senza vibrare. È un momento d’estasi che, osserva Mila, non può durare a lungo; i tromboni e la prima tromba ricominciano a dipanare la ragnatela della serie, inserendovi alla fine pianissimo (con le trombe coperte con panno) lo squillo segnale di un pericolo lontano. I timpani scandiscono ripetutamente l’intervallo di settima, sempre pianissimo, cui si sovrappone fortissimo una nota grave dei violoncelli alla quale tutti gli archi fanno séguito con accordi dissonanti, dai quali prende il largo una cadenza dei violini primi che dà il via al terzo movimento del Concerto.
- Nel terzo movimento Tempo (liberamente)  si ritorna al clima energico e quasi bellicoso del primo, ma sulla sua condotta il principio seriale incide in minor misura. La cadenza dei violini primi, che ha avuto la funzione di congiunzione tra i due movimenti, dapprima ascende, poi ridiscende con estrema mutabilità di tempo nelle sue figure di crome; infine risale ancora con un guizzo di semicrome concluso da una quartina ricurva. Segue, introdotto da fanfare di ottoni, un episodio vivacissimo nel quale la quartina di semicrome circola ancora tra gli archi, terminando con una caratteristica scivolata cromatica. Alla discesa degli archi si sovrappone, a partire dalla prima tromba, un aspro e dissonante corale di ottoni che cala, Pochissimo ritenuto, sopra il nucleo del terzo movimento, un motivo lirico dei corni fondato sull’oscillazione semitonale già incontrata in precedenza. L’episodio si ripete altre due volte, ampliato e variato in ben altre dimensioni strumentali, dando luogo a quella che si potrebbe definire un’aria di tre strofe. Sopra gli archi che suonano in staccato, la frase di oscillazione cromatica dei corni viene adesso ripresa da due trombe, mentre una terza tromba vi insinua sotto la quartina di semicrome, raccolta poi dai violini che, sopra il ritmo uniforme segnato dallo staccato di corni e viole, si innalzano in un canto lirico. I contrabbassi inseriscono in rilievo il giro ornamentale della quartina di semicrome, mentre i violini, calando dall’alto del loro canto lirico, assumono a loro volta la figura di oscillazione semitonale, dando inizio alla terza strofa dell’aria. Quest’ultima si sviluppa in un fortissimo di tutta l’orchestra che conduce al terzo ed ultimo episodio del terzo movimento tripartito. Ritorna lo spirito bellicoso del primo movimento, con i timpani che danno vita assieme a grancassa e tamburo a un clamore sonoro da cui emergono gli archi riprendendo per l’ennesima volta la quartina di semicrome del fugato, ribadita insistentemente in posizione acuta. Il Concerto sembra concludersi con un brillante pezzo di bravura per la percussione ma, quando tutto pare spegnersi in un ampio decrescendo, sei battute di tutta l’orchestra fortissimo portano ad una chiusura brusca ed energica[1].

## Discografia parziale
- Netherlands Radio Symphony Orchestra, Arturo Tamayo (Stradivarius)
- Orchestra Sinfonica di Milano della RAI, Zoltán Peskó (Warner Fonit)